# The First (minialbum The Boyz)
The First – debiutancki minialbum południowokoreańskiej grupy The Boyz, wydany 6 grudnia 2017 roku przez wytwórnię Cre.ker Entertainment. Płytę promował singel „Boy”. Sprzedał się w nakładzie 70 694 egzemplarzy w Korei Południowej (stan na styczeń 2021).

## Lista utworów
| CD | CD                                                                              | CD                            | CD                             | CD             | CD      |
| Nr | Tytuł utworu                                                                    | Tekst                         | Kompozycja                     | Aranżacja      | Długość |
| -- | ------------------------------------------------------------------------------- | ----------------------------- | ------------------------------ | -------------- | ------- |
| 1. | „Intro”                                                                         |                               | Yoon Jong-sung                 | Yoon Jong-sung | 0:39    |
| 2. | „Sonyeon (Boy)” (kor. 소년 (Boy))                                               | Sunwoo, Bae Min-soo (Joombas) | Yoon Jong-sung, $un            | Yoon Jong-sung | 3:10    |
| 3. | „Sigan-i an jinaga (Walkin' In Time)” (kor. 시간이 안 지나가 (Walkin' In Time)) | O.V., Oh Min-seok             | O.V., Oh Min-seok, Primary     | Primary        | 4:59    |
| 4. | „Iss-eo (Got It)” (kor. 있어 (Got It))                                          | HONE, 1of1                    | Primary, 1of1, Rebecca Johnson | Primary, 1of1  | 3:43    |
| 5. | „I'm Your Boy”                                                                  | THE BOYZ                      | Yoon Jong-sung                 | Yoon Jong-sung | 3:32    |
| 6. | „Sonyeon (Boy)” (kor. 소년 (Boy)) (Inst.)                                       |                               | Yoon Jong-sung, $un            | Yoon Jong-sung | 3:10    |

## Notowania
| Lista                   | Pozycja |
| ----------------------- | ------- |
| Gaon Weekly Album Chart | 3       |